# Final da Taça dos Campeões Europeus de 1983–84
A Final da Taça dos Clubes Campeões Europeus de 1983–84 foi uma partida de futebol entre o Liverpool da Inglaterra e a Roma da Itália em 30 de Maio de 1984 no Estádio Olímpico de Roma, Itália. Foi a partida final da temporada 1983-1984 da principal competição de UEFA, a Taça dos Clubes Campeões Europeus. O Liverpool estava na sua quarta final, tendo vencido a competição em 1977, 1978 e 1981, e a Roma na sua primeira final.
Cada clube precisou passar por quatro rondas para chegar à final. Os jogos foram disputados a duas mãos, com um encontro no terreno de cada equipa. Os jogos / empates do Liverpool variaram de encontros disputados a vitórias confortáveis. Venceu o Athletic Bilbao por um único gol na segunda ronda, mas venceu o Benfica por 5–1 no total nos quartos-de-final. Os jogos da Roma foram todos disputados, vencendo as eliminatórias até às semifinais por dois golos de diferença. Eles venceram o Dundee United por 3–2 no total nas semifinais, embora mais tarde tenha sido revelado que a Roma havia subornado o árbitro na segunda mão da semifinal. Isso significou que dois clubes britânicos não conseguiram chegar à final das Competições europeias naquele ano, após o Nottingham Forest ter sido eliminado pelo Anderlecht nas semifinais da Taça UEFA, depois de o Anderlecht subornar o árbitro na segunda mão, Emilio Guruceta Muro.
Como a final foi disputada na casa da Roma, a equipa entrou como favorita, apesar do registo anterior do Liverpool na competição. Assistido por uma multidão de 69.693, o Liverpool assumiu a liderança no primeiro tempo, quando Phil Neal marcou, mas a Roma empatou antes do intervalo por intermédio de Roberto Pruzzo. Com 1–1 no tempo regulamental e no prolongamento, a partida foi para uma disputa por penaltis. O Liverpool venceu o desempate por 4–2 conquistando a sua quarta Copa da Europa.

## Caminho para a final
| Liverpool           | Liverpool | Liverpool | Liverpool | Fase             | Roma             | Roma  | Roma    | Roma    |
| ------------------- | --------- | --------- | --------- | ---------------- | ---------------- | ----- | ------- | ------- |
| Oponente            | Total     | 1º jogo   | 2º jogo   |                  | Oponente         | Total | 1º jogo | 2º jogo |
| Odense Boldklub     | 6–0       | 1–0 (F)   | 5–0 (C)   | Primeira fase    | IFK Gotemburgo   | 4–2   | 3–0 (C) | 1–2 (F) |
| Athletic Bilbao     | 1–0       | 0–0 (C)   | 1–0 (F)   | Segunda fase     | CSKA Sófia       | 2–0   | 1–0 (F) | 1–0 (C) |
| Benfica             | 5–1       | 1–0 (C)   | 4–1 (A)   | Quartas de final | Dinamo de Berlim | 4–2   | 3–0 (C) | 1–2 (F) |
| Dínamo de Bucareste | 3–1       | 1–0 (C)   | 2–1 (F)   | Semifinal        | Dundee United    | 3–2   | 0–2 (F) | 3–0 (C) |

## Detalhes
| 30 de maio de 1984 | Liverpool | 1 – 1     | Roma       | Stadio Olimpico, Roma                         |
| 20:15              | Neal 13'  | Relatório | Pruzzo 42' | Público: 69 693 Árbitro: SUE Erik Fredriksson |

|                                 |       | Penalidades                           |  |
| Nicol Neal Souness Rush Kennedy | 4 – 2 | Di Bartolomei Conti Righetti Graziani |  |

| Liverpool | Roma |

| GK           | 1  | Bruce Grobbelaar   |     |     |
| RB           | 2  | Phil Neal          | 32' |     |
| CB           | 4  | Mark Lawrenson     |     |     |
| CB           | 6  | Alan Hansen        |     |     |
| LB           | 3  | Alan Kennedy       |     |     |
| RM           | 10 | Craig Johnston     |     | 72' |
| CM           | 8  | Sammy Lee          |     |     |
| CM           | 11 | Graeme Souness (c) |     |     |
| LM           | 5  | Ronnie Whelan      |     |     |
| SS           | 7  | Kenny Dalglish     |     | 94' |
| CF           | 9  | Ian Rush           |     |     |
| Substitutos: |    |                    |     |     |
| FW           | 15 | Michael Robinson   |     | 94' |
| GK           | 13 | Bob Bolder         |     |     |
| DF           | 12 | Steve Nicol        |     | 72' |
| FW           | 14 | David Hodgson      |     |     |
| DF           | 16 | Gary Gillespie     |     |     |
| Treinador:   |    |                    |     |     |
| Joe Fagan    |    |                    |     |     |

| GK            | 1  | Franco Tancredi            |     |      |
| RB            | 2  | Michele Nappi              |     |      |
| CB            | 3  | Sebastiano Nela            |     |      |
| CB            | 4  | Ubaldo Righetti            |     |      |
| LB            | 6  | Dario Bonetti              |     |      |
| DM            | 10 | Agostino Di Bartolomei (c) |     |      |
| CM            | 8  | Toninho Cerezo             |     | 115' |
| CM            | 5  | Paulo Roberto Falcão       |     |      |
| AM            | 7  | Bruno Conti                | 15' |      |
| CF            | 9  | Roberto Pruzzo             |     | 64'  |
| CF            | 11 | Francesco Graziani         |     |      |
| Substitutos:  |    |                            |     |      |
| GK            | 12 | Astutillo Malgioglio       |     |      |
| DF            | 13 | Emidio Oddi                |     |      |
| MF            | 14 | Mark Tullio Strukelj       |     | 115' |
| FW            | 15 | Odoacre Chierico           |     | 64'  |
| FW            | 16 | Francesco Vincenzi         |     |      |
| Treinador:    |    |                            |     |      |
| Nils Liedholm |    |                            |     |      |

| Árbitros assistentes: Hans Harrysson (Suécia) Håkan Lundgren (Suécia) |